# Alessandro Rapinese
Alessandro Rapinese (Como, 26 aprile 1976) è un politico italiano, sindaco di Como dal 29 giugno 2022.

## Biografia
Nato a Como ma di lontane origini abruzzesi, consegue il diploma di perito industriale presso l'ITIS Paolo Carcano nel 1995 e si iscrive prima a Giurisprudenza a Como alla IULM, senza tuttavia conseguire la laurea. Inizia a lavorare nel settore tessile presso l'azienda di famiglia e in seguito fonda una propria agenzia immobiliare.
Impegnatosi in politica come indipendente, nel 1994 è eletto consigliere di circoscrizione a Como per una lista civica. Nel 2007, sempre come civico, entra in consiglio comunale e alle amministrative del 2012 e del 2017 è candidato sindaco della città, senza però riuscire ad accedere al ballottaggio in entrambe le occasioni (nel 2017 la sua lista risulta comunque la più votata al primo turno).
Dopo aver passato 14 anni all'opposizione, in occasione delle elezioni amministrative del 2022 si ricandida per la terza volta alla carica di sindaco di Como, col sostegno della sola lista civica Rapinese Sindaco. Ottiene il 27,32% al primo turno, superando di 102 voti la coalizione di centro-destra e accededendo al ballottaggio contro la candidata del centro-sinistra Barbara Minghetti; il 26 giugno è eletto sindaco con il 55% dei voti.
Durante il suo mandato viene approvata la privatizzazione di tutti gli asili nido di Como, a partire dall'anno scolastico 2025/2026.  Dalla sua elezione ha iniziato una battaglia contro il Luna Park che annualmente sosta durante il periodo pasquale a Como, persa nel 2025 contro il Tar. 